# Wallbergbahn
Wallbergbahn je dvoulanová oběžná lanová dráha se čtyřmístnými gondolami z města Rottach-Egern u Tegernsee na Wallberg v Bavorském předhůří Alp. Horní stanice se nachází ve výšce 1624 m n. m. Trasa lanové dráhy je dlouhá 2,14 km a překonává výškový rozdíl 825 m s maximálním stoupáním 74 %. Na dráze obíhá 50 kabin maximální rychlostí 3,5 m/s a její přepravní kapacita je 550 osob/h, jízda trvá 10 minut.

## Historie
První nápad na stavbu lanové dráhy se datuje do roku 1920, kdy se skupina kolem majitele hotelu Maxe Bachmaira pokusila shromáždit kapitál na stavbu lanovky. Teprve v roce 1950 se podařilo založit akciovou společnost Wallbergbahn AG. O několik dní později započaly s výstavbou mnichovské stavební společnosti Held & Francke a Josef Riepl. Vlastní gondolová lanovka se 42 kabinami pro 4 osoby byla dodána firmou J. Pohlig AG z Kolína nad Rýnem. Provoz pro veřejnost byl spuštěn 20. dubna 1951, po 9 měsících výstavby. Krátce poté byla dokončena restaurace hned vedle horní stanice, v roce 1953 ji doplnil i hotel.
V roce 1995 bylo 44 původních kabin nahrazeno 50 novými. V roce 1998 byla dostavěna panoramatická restaurace na horní stanici. 

## Galerie

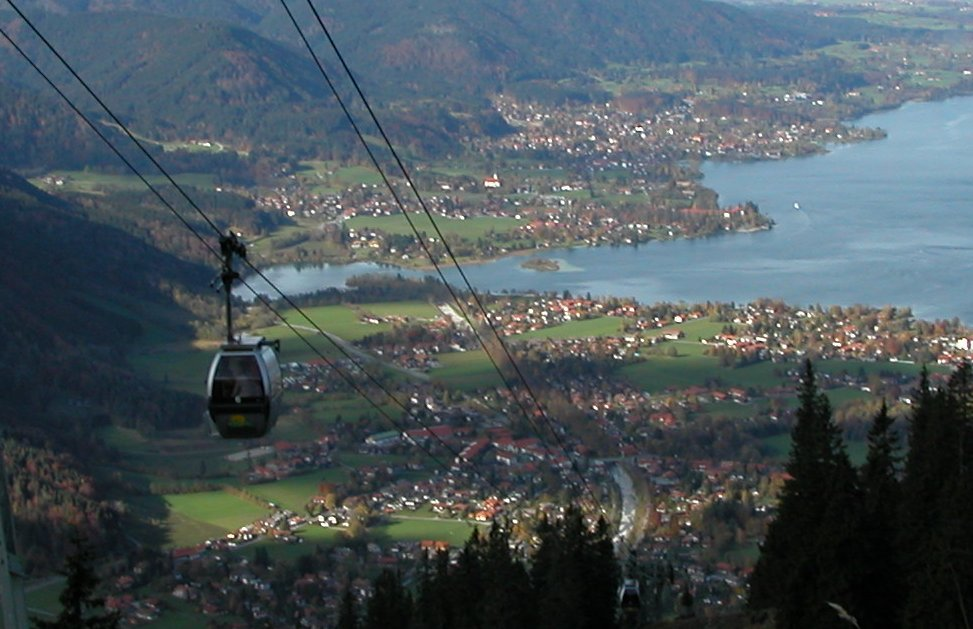
Lanová dráha na Wallberg u jezera Tegernsee
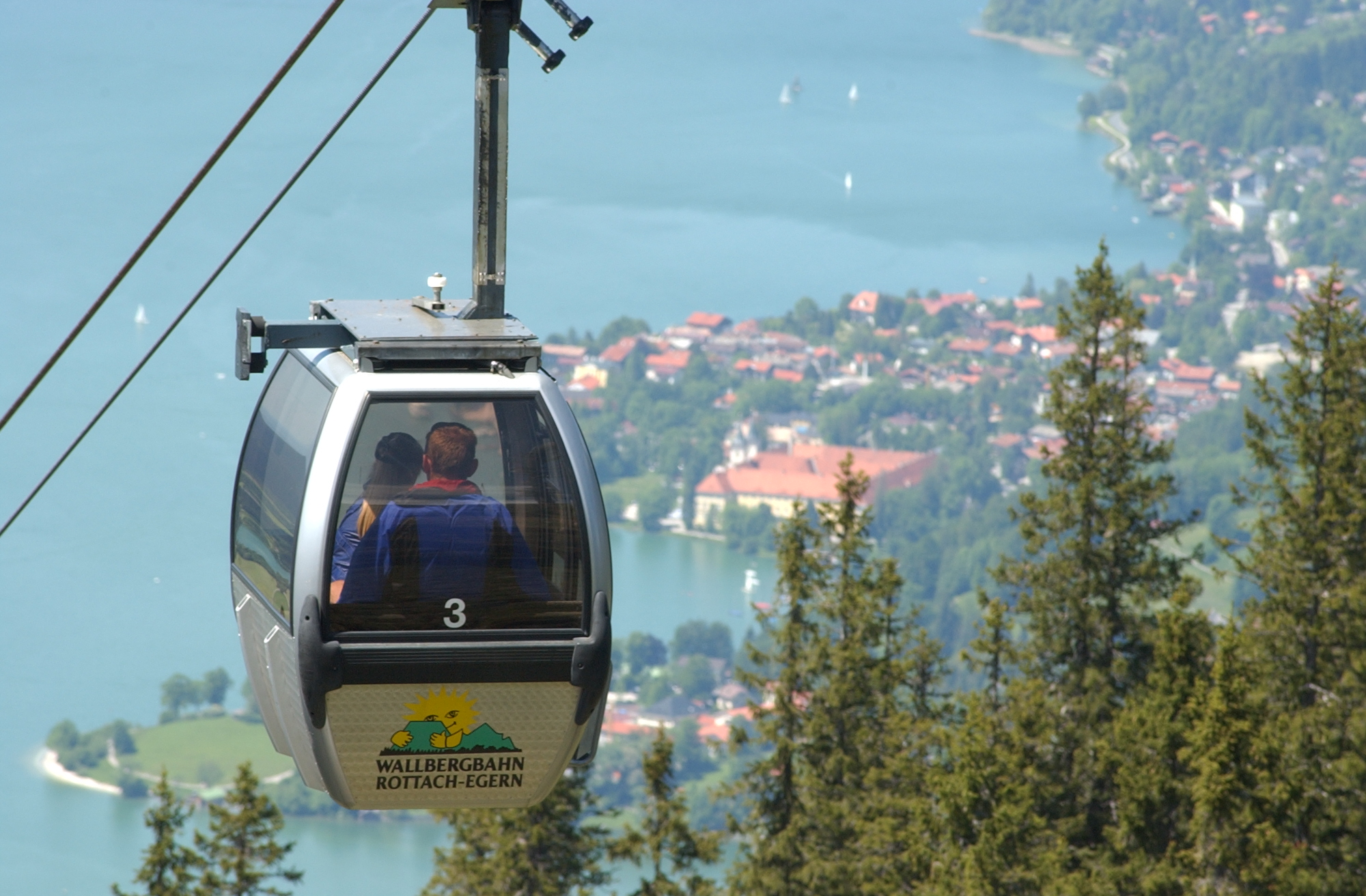
Gondola s výhledem na Tegernsee
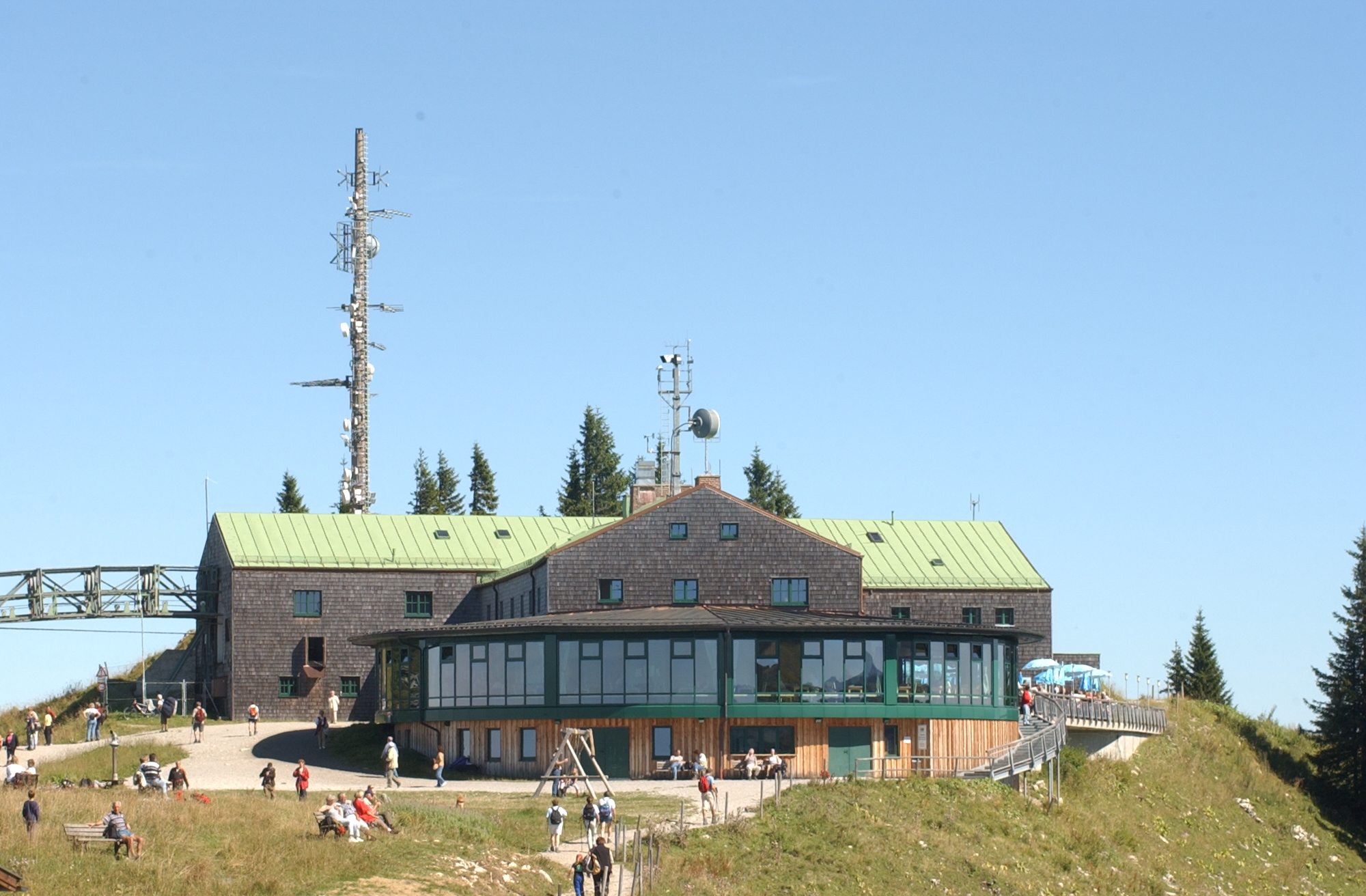
Horní stanice s panoramatickou restauraci
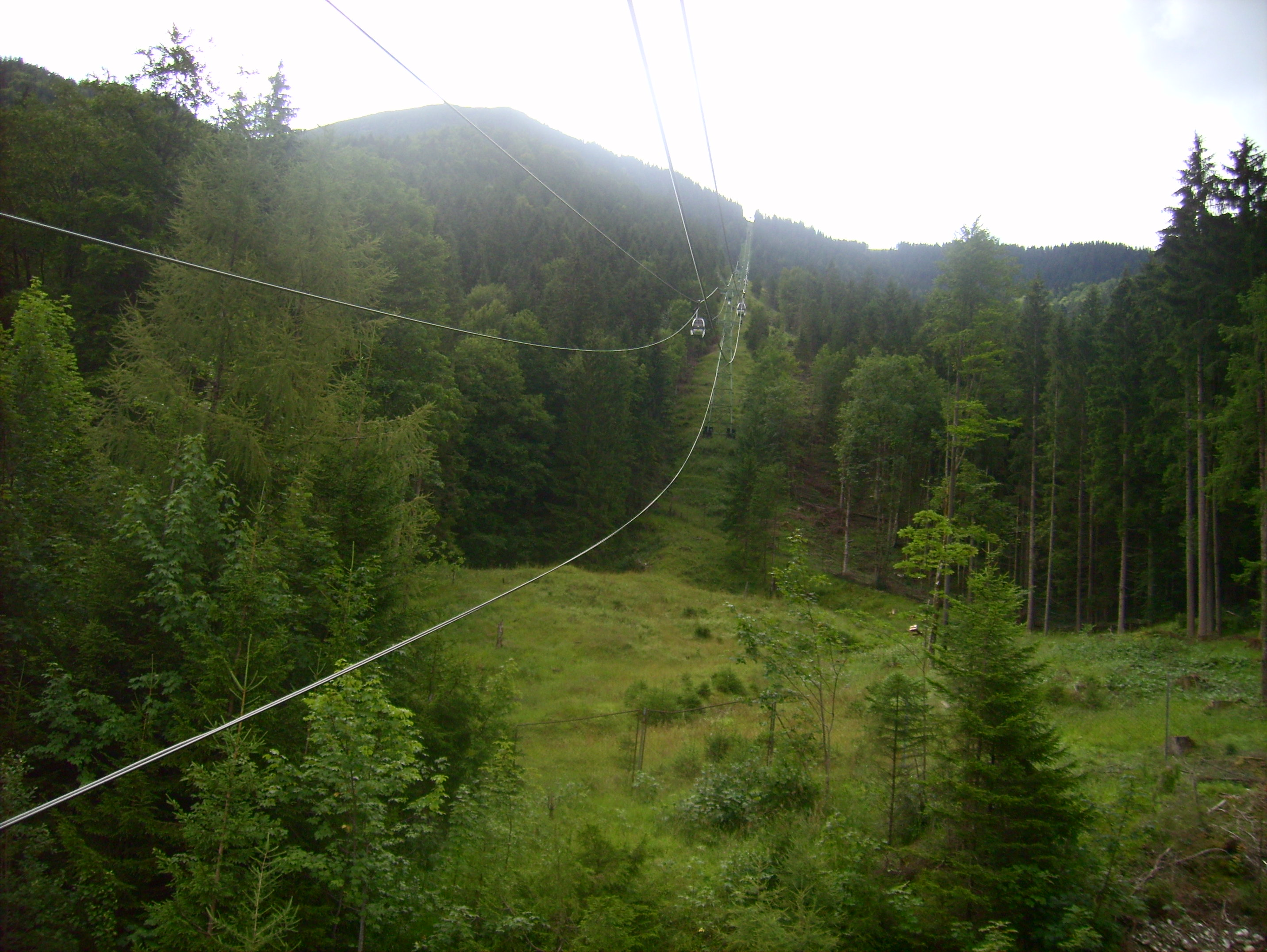
Pohled z lanovky na Wallberg